# Taimur ibn Faisal

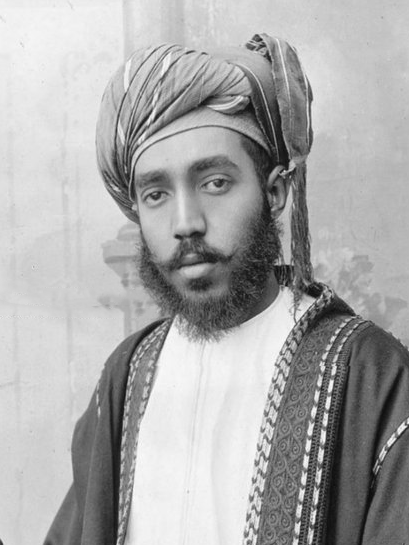
Taimur bin Faisal

Taimur ibn Faisal (arabisch تيمور بن فيصل بن تركي, DMG Taimūr b. Faiṣal b. Turkī; * 1886 in Maskat; † 1965 in Bombay) war vom 15. Oktober 1913 bis zum 10. Februar 1932 Sultan von Maskat und Oman.
Nachdem Taimur die Regierung von seinem Vater Faisal ibn Turki (1888–1913) übernommen hatte, brachen die Auseinandersetzungen zwischen den Stämmen Hinawi und Ghafiri erneut aus. Allerdings gelang es dem 1913 neu gewählten Imam Salim bin Rashid al-Kharusi die Stämme zu vereinen und zum Kampf gegen den Sultan zu führen. Der Vorstoß der Stämme auf Maskat (1915) konnte nur mit Hilfe der Briten aufgehalten werden. Nach längeren Verhandlungen wurden 1920 im Vertrag von Sib die Einflussgebiete des Sultans und des Imams abgegrenzt. Der Imam erkannte Taimur als Sultan an, erhielt dafür aber im Landesinneren weitgehende Autonomie.
Wegen der andauernden Finanzkrise überließ Taimur die Regierung weitgehend britischen Beratern und zog sich zunehmend nach Indien zurück. Er hielt sich nur noch kurze Zeit in Maskat auf und trat 1932 zugunsten seines Sohnes Said ibn Taimur (1932–1970) zurück. Taimur verbrachte nach seinem Rücktritt die meiste Zeit außerhalb des Landes (abgesehen von einem Aufenthalt in Maskat 1945/1946) und starb 1965 in Bombay.

## Abkömmlinge
Taimur war mit sechs Frauen verheiratet und hatte fünf Söhne und eine Tochter.
- 1. Frau (⚭ 1904 in Maskat):  H. H. Sultana Sayyida Fatima bint Ali al-Said (* 4. Mai 1891 in Sansibar; † April 1967 in Maskat).

dieser Verbindung entstammt der spätere Sultan Said bin Taimur Al Said (1910–1972).
- 2. Frau: eine unbekannte Frau aus dem Jemen.

dieser Verbindung entstammt:  H. H. Prinz Sayyid Majid bin Taimur al-Said (* 12. Oktober 1912 in Maskat).
- 3. Frau: eine unbekannte Sklavin aus dem Dhofar.

dieser Verbindung entstammt: H. H. Prinz Sayyid Fahr bin Taimur al-Said (* 16. Januar 1920 im Beit al-‘Alam, Muscat; † ca. 1996).
- 4. Frau (⚭ 1920 in Istanbul; Scheidung 1921 in Bombay): Kamila Khanum (nahm später den Namen Madame Kamile lgiray an).

dieser Verbindung entstammt: H. H. Prinz Sayyid Tarik bin Taimur al-Said (* 30. Juni 1921 in Bombay).
- 5. Frau (⚭ 5. Mai 1936 in Kobe; geschieden): Kiyoko Oyama (* 1916; † Oktober 1939 in Kobe an Pyelonephritis).[1]

dieser Verbindung entstammt: Prinzessin H. H. Sayyida Buthainah bint Taimur Al Said (* 10. Oktober 1937 in Kobe).
- 6. Frau (⚭ März 1941 in Bombay, geschieden 1943): Sayyida Nafisa Bundukji, Tochter des Khan Bahadur Sayyid Sadiq Hasan Bundukji.[3]

dieser Verbindung entstammt: H. H. Prinz Sayyid Shabib bin Taimur al-Said (* 22. August 1943 in Bombay).